# Domenico Armellini
Domenico Armellini (* 24. Juni 1769 in Rom; † 17. Dezember 1828 ebenda) war ein italienischer römisch-katholischer Geistlicher und Bischof von Terni.

## Leben
Die Priesterweihe empfing Domenico Armellini am 16. März 1793. Danach wirkte er als Pfarrer an Sant’Eustachio und als Examinator für den Klerus von Rom. Am 14. Juni 1823 wurde er zum Konsultor der Kongregation Propaganda Fide berufen, am 20. Mai 1822 auch zum Konsultor der Indexkongregation. Durch päpstlichen Gnadenerweis wurde er am 1. September 1822 zum Doctor iuris utriusque ernannt.
Papst Pius VII. ernannte ihn am 2. Dezember 1822 zum Bischof von Terni. Die Bischofsweihe spendete ihm am 12. Januar 1823 in Rom der Kardinalbischof von Albano, Pietro Francesco Galleffi; Mitkonsekratoren waren Erzbischof Giuseppe Della Porta Rodiani und Bischof Giovanni Francesco Falzacappa. Domenico Armellini starb fünf Jahre später in Rom.